# Barnaba Oriani
(Vincenzo Monti)
Barnaba Oriani (Garegnano, 17 luglio 1752 – Milano, 12 novembre 1832) è stato un presbitero, matematico e astronomo italiano.
Ebbe un ruolo importante per l'osservatorio astronomico di Brera con studi sulle orbite di Giove, di Saturno e anche di Urano, appena scoperto da William Herschel; si occupò anche della formazione di nuovi astronomi come Carlini, Plana, Mossotti e Frisiani.
Amico di Giuseppe Piazzi, studiò anche l'orbita di Cerere.
Considerato il principale scienziato di Milano, nel 1796 ebbe inizialmente alcuni screzi con la nuova amministrazione francese, ma ottenne in seguito onorificenze e riconoscimenti.

## Biografia

### La formazione e l'ingresso all'osservatorio

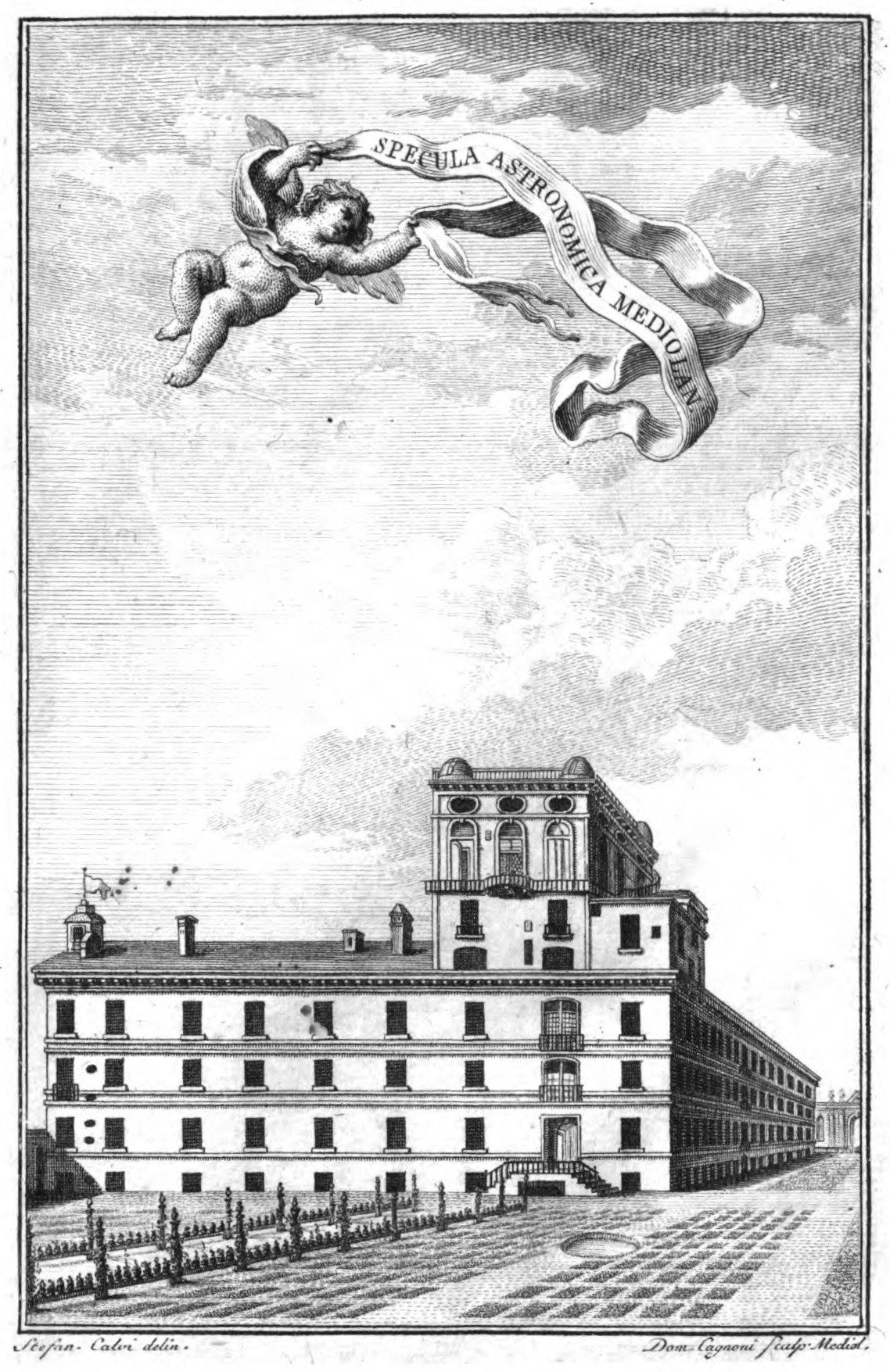
Osservatorio astronomico di Brera

Nacque «in poverissimo stato» a Garegnano (oggi quartiere periferico di Milano) da Giorgio Oriani, lavandaio, e Margherita Galli. Inizialmente destinato come muratore, fu in seguito accolto nella vicina Certosa dove ricevette una prima educazione; passò poi a Milano, presso le scuole Arcimbolde dei Barnabiti. Fu ordinato sacerdote attorno al 1775, ma non risulta che appartenne a un particolare ordine religioso.
Passò poi come allievo alle scuole di Brera dove ebbe come insegnante il matematico e astronomo Paolo Frisi; fallito un concorso come insegnante al Ginnasio di Como, entrò come alunno all'osservatorio di Brera. Nel 1780 sempre a Brera divenne astronomo aggiunto, insieme agli astronomi ufficiali Angelo Cesaris e Francesco Reggio.

### Un bibliotecario mancato

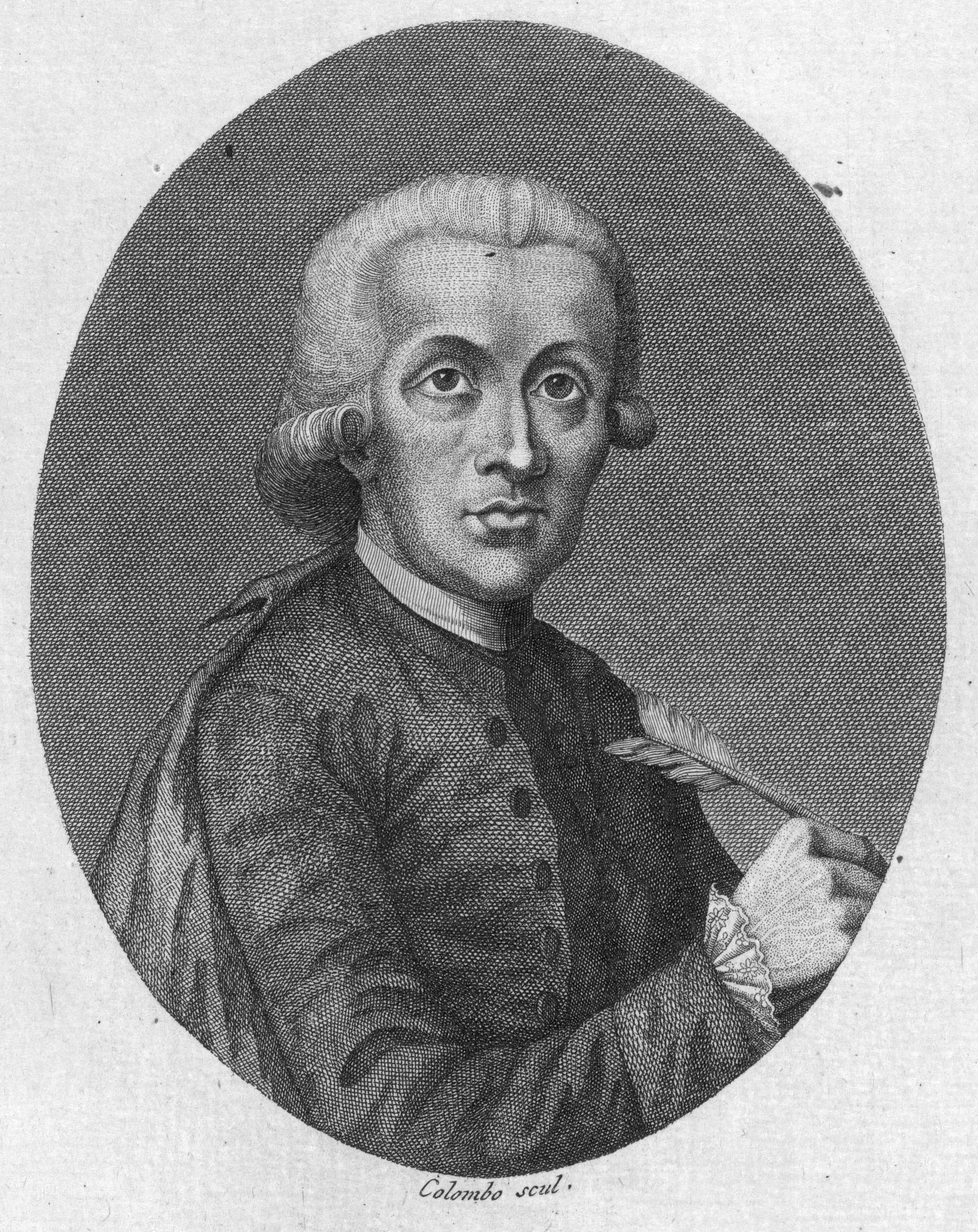
Girolamo Tiraboschi

Il bibliofilo Pietro Antonio Crevenna, mercante ad Amsterdam, desiderando assumere un bibliotecario italiano per il riordino della propria collezione, nel 1782 contattò Girolamo Tiraboschi; quest'ultimo si rivolse agli ex-gesuiti di Brera per poter indicare un nome a Crevenna. Alla fine del 1782 Oriani si propose per il lavoro, dato che riteneva che il governo non riconoscesse i suoi meriti per il lavoro presso l'osservatorio. Nonostante l'interessamento di vari altri studiosi milanesi per convincerlo a rimanere, Oriani appariva deciso ad accettare l'incarico e a trasferirsi ad Amsterdam. Tramite intervento governativo gli fu però riconosciuto il ruolo di professore di calcolo infinitesimale con raddoppio dello stipendio; Oriani rimase perciò a Brera.
Continuando il proprio lavoro all'osservatorio, a partire dai primi mesi del 1783 osservò un'oscillazione del sole e delle stelle fisse che non riuscì a ricondurre a problemi strumentali. Solo in seguito poté ricollegare tale oscillazione al terremoto avvenuto in Calabria.
(Barnaba Oriani, lettera del 19 luglio 1783)

### Contributi all'astronomia
Si segnalò all'attenzione del panorama scientifico internazionale per aver stabilito, nel 1783 - pochi mesi dopo la scoperta da parte di William Herschel - che l'orbita di Urano non era aperta, e che quindi l'oggetto era un pianeta a tutti gli effetti. Nel 1789 affinò il lavoro includendo le perturbazioni di Giove e Saturno. Studiò anche la teoria della rifrazione applicata alle osservazioni astronomiche. Seguendo la cometa del 1779 scoprì la galassia M61, registrandola nelle sue note come priva di dettagli e simile ad una cometa il 5 maggio 1779, sei giorni prima di Messier.

### La misura del meridiano e il viaggio del 1786
Nel 1786 per ordine del principe di Kaunitz fu dato incarico a Oriani di raggiungere l'Inghilterra per la realizzazione di un quadrante murale di Ramsdem da otto piedi di raggio e per aggiornarsi sulle più recenti scoperte delle altre nazioni europee. In un diario di viaggio annotò numerosi dettagli sugli incontri e sui paesi visitati tra maggio e ottobre di quell'anno. Attraversata la Svizzera, raggiunse Strasburgo dove conobbe vari studiosi e visitò la tomba di Maurizio di Sassonia. A Bruxelles incontrò altri studiosi compreso l'astronomo barone von Zach; grazie a Ludovico Barbiano di Belgiojoso fu presentato ai reali dei Paesi Bassi austriaci. Passò i mesi di luglio e di agosto in Inghilterra, visitando vari osservatori pubblici e privati e officine dove venivano realizzati strumenti astronomici. Conobbe Nevil Maskelyne e William Herschel e strinse amicizia con il conte Hans Moritz von Brühl, ambasciatore di Sassonia e appassionato di astronomia. Fu ospite a Blenheim Palace del duca di Marlborough. Passò infine a Parigi dove incontrò Pierre Simon Laplace.

### Il nuovo governo francese

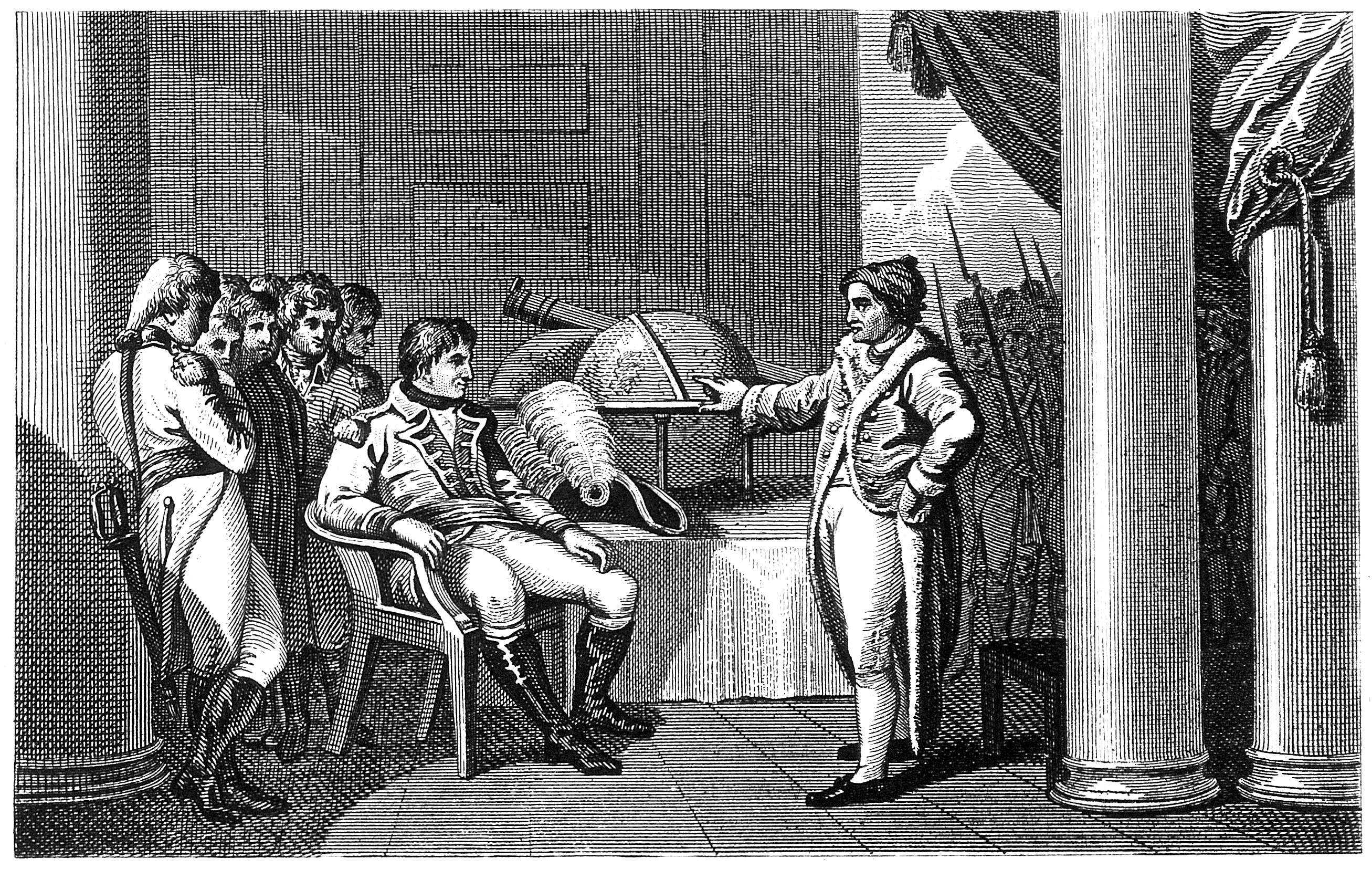
Napoleone Bonaparte ascolta un astronomo a Milano, incisione

Napoleone, entrato con le sue truppe nel 1796 a Milano, volle conoscerlo di persona.

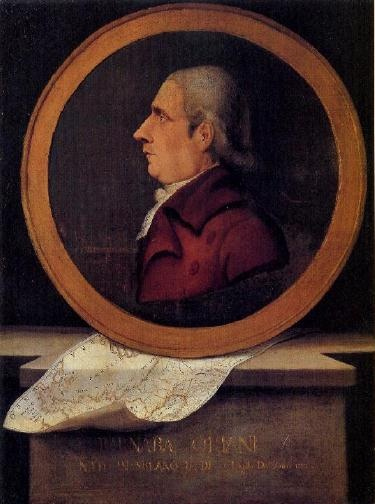
Barnaba Oriani in un ritratto del 1805

### Il ritorno austriaco e il pensionamento
Con la caduta del Regno d'Italia, culminata il 20 aprile 1814 a Milano con l'assassinio di Giuseppe Prina, si ebbe il ritorno dell'autorità austriaca. Oriani fu uno dei 20 senatori a sottoscrivere il 29 aprile una nota del presidente Antonio Veneri e del segretario Diego Guicciardi indirizzata al generale Sommariva, commissario imperiale, per descrivere la situazione e le decisioni del Senato consulente.
Con il nuovo governo perse la pensione come senatore e quella assegnatagli da Napoleone per il vescovato di Vigevano, ma sperava in nuove possibilità per l'Istituto di scienze, lettere ed arti.
(Lettera di Oriani a Piazzi, 7 ottobre 1815)
L'incontro con l'imperatore Francesco II fu però deludente, dato che il sovrano degnò appena di uno sguardo i tre astronomi in servizio a Brera e raccomandò loro le scienze morali e i buoni costumi. L'Istituto di scienze, lettere ed arti, in mandanza di nuove nomine, andò progressivamente a spegnersi; anche per l'osservatorio di Brera ci furono progressive riduzioni del personale.
Nel 1817 Oriani, ormai ultrassessantenne, lasciò la direzione dell'osservatorio e fu collocato a riposo, ottenendo però di mantenere alloggio a Brera «fino a tanto che non recherà disturbo agli astronomi». Negli anni successivi continuò comunque a pubblicare articoli sulle «Effemeridi astronomiche». Amico e benefattore di Vincenzo Monti, collaborò anche alla sua opera di riforma del Vocabolario della Crusca con «un copioso catalogo di vocaboli ben definiti e appartenenti tutti alle scienze, massimamente alla matematica, colla correzione di molte pessime definizioni del vocabolario in cose di scienza».

### La morte

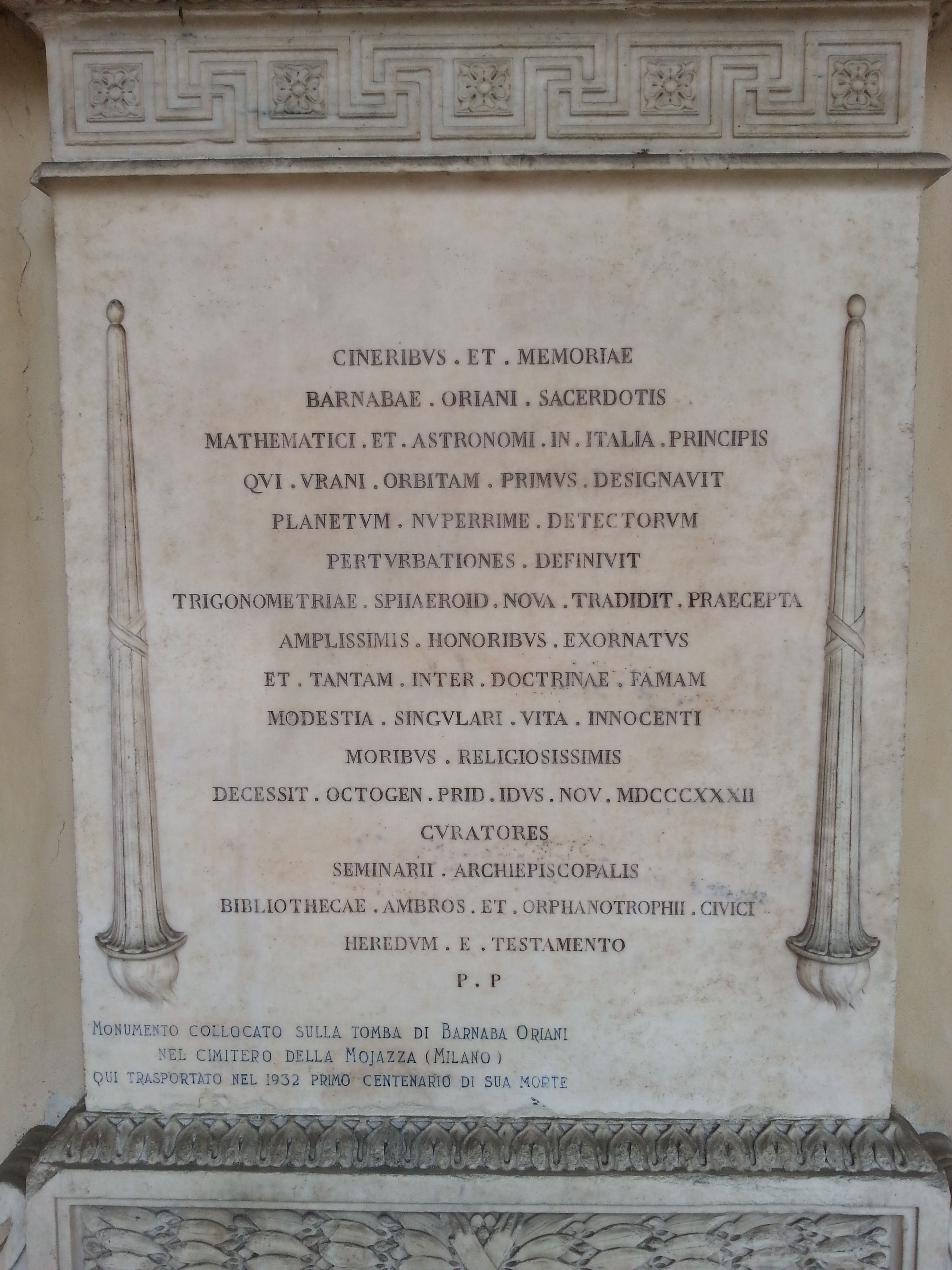
Lapide funebre oggi nell'atrio della Certosa di Garegnano

Morì a Milano il 12 novembre 1832 e fu sepolto nel cimitero della Mojazza, fuori Porta Comasina, poi demolito a fine dell'Ottocento.
(Augusto Federico di Hannover, nella comunicazione della morte di Oriani alla Royal Society)
Con il proprio testamento del 30 maggio 1832 stabilì per sé una cerimonia funebre «decorosa, ma non sontuosa». Stabilì anche come dividere le proprie sostanze, raccolte negli anni grazie al proprio lavoro. Compensò servitori, giardinieri e personale del palazzo di Brera; dispose un lascito per i poveri della parrocchia di San Marco e per i poveri di Garegnano; stabilì come destinare gli arredi delle sue proprietà. Lasciò 50 000 franchi «in attestato di stima» a Giovanni Plana; alla specola di Brera lire austriache 200 000 per pagare personale aggiuntivo per le osservazioni. Il restante della sua fortuna venne diviso in tre parti uguali tra il Seminario arcivescovile di Milano, la Biblioteca Ambrosiana e l'Orfanotrofio di San Pietro in Gessate.
Lasciò alcuni strumenti scientifici all'osservatorio di Brera, a Francesco Carlini e al marchese d'Adda. Altri strumenti e tutti i documenti furono destinati al professor Angelo Luigi Lotteri, invitandolo «a non pubblicare alcuna cosa, poiché quello che meritava la stampa è già pubblicato» e «ad abbruciare tutte le lettere dei viventi o morti che non trattano d'astronomia teorico-pratica». Lotteri non distrusse però la corrispondenza, che passò in seguito agli eredi e fu esaminata da Alberto Gabba, primo biografo di Oriani, e anche dallo storico Carlo Morbio. Nel dicembre 1860, grazie a fondi governativi, l'osservatorio di Brera acquistò manoscritti, carte e documenti dagli eredi di Lotteri; la corrispondenza tra Oriani e Piazzi fu pubblicata a stampa nel 1874 per ordine del Ministero della pubblica istruzione.

## Opere principali

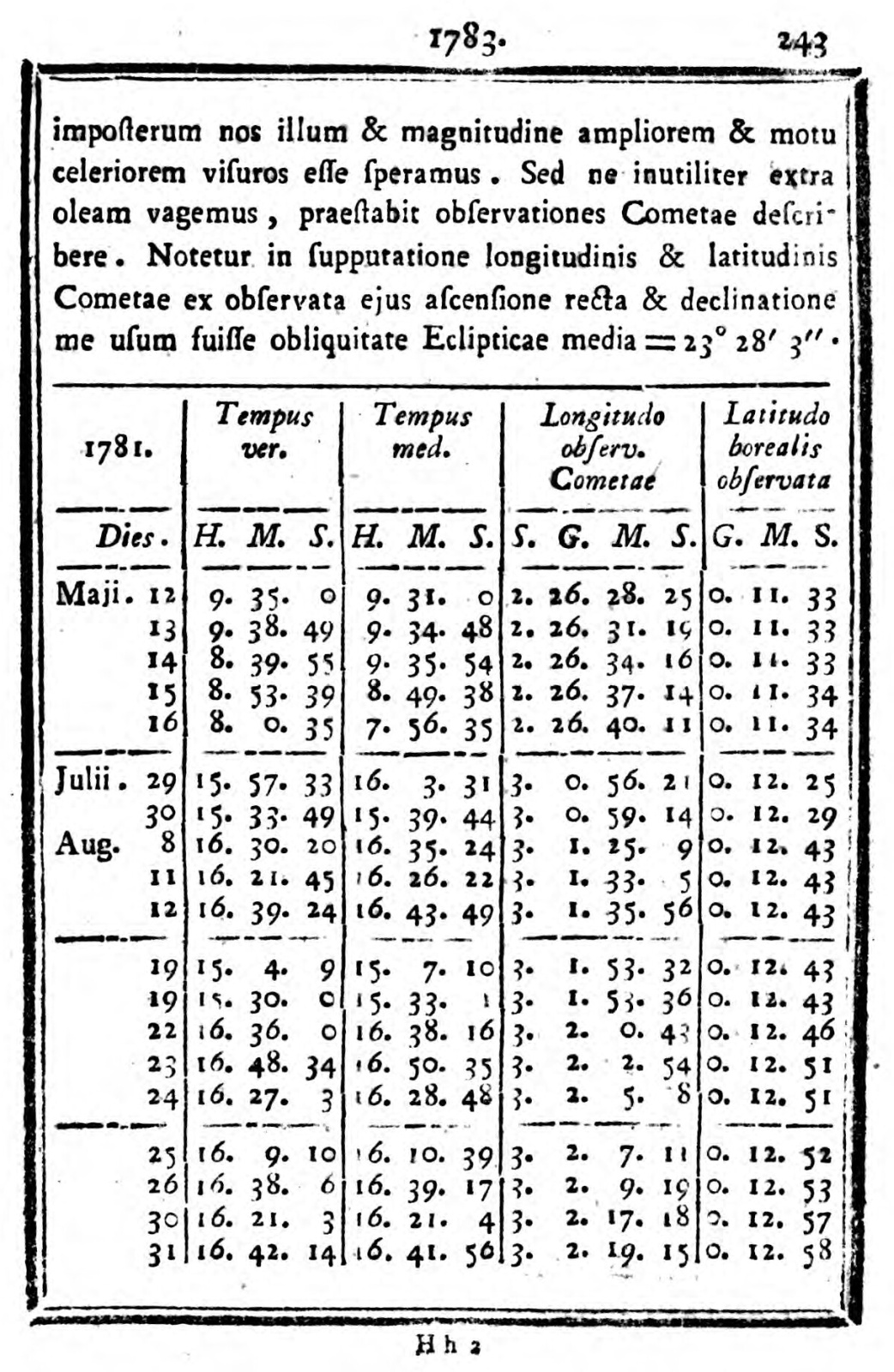
Osservazioni della posizione di Urano nel 1781

- De interpolatione longitudinum et latitudinum lunae dissertatio, in Ephemerides astronomicae anni 1778 ad meridianum mediolanensem, 1777,  pp. 211-224.
- De media praecessione aequinoctiorum ex veterum astronomorum observationibus collecta, in Ephemerides astronomicae anni 1783 ad meridianum mediolanensem, 1781,  pp. 168-185.
- Observationes cometae mense martii an. 1781 detecti et adhuc apparentis habitae, in Ephemerides astronomicae anni 1783 ad meridianum mediolanensem, 1781,  pp. 239-244.
- Istruzioni su le misure e su i pesi che si usano nella Repubblica Cisalpina, Milano, 1801.
- Osservazioni del nuovo pianeta Cerere Ferdinandea fatte al settore equatoriale, in Ephemerides astronomicae anni 1803 ad meridianum mediolanensem, 1802,  pp. 3-21.
- Elementi di trigonometria sferoidica, in Memorie dell'Istituto nazionale italiano. Classe di fisica e matematica, I/1, 1806.
- Elementi di trigonometria sferoidica (seconda parte), in Memorie dell'Istituto nazionale italiano. Classe di fisica e matematica, II/1, 1808.
- Distanza dallo zenit del sole e delle stelle fisse osservate presso il meridiano col circolo moltiplicatore di tre piedi di diametro, in Effemeridi astronomiche di Milano per l'anno 1813, 1812,  pp. 3-104.
- Nota sull'equazione del centro nelle orbite ellittiche, in Effemeridi astronomiche di Milano per l'anno 1822, 1821,  pp. 3-12.
- Posizione geografica di alcuni monti visibili da Milano, in Effemeridi astronomiche di Milano per l'anno 1823, 1822,  pp. 3-26.
- Obbliquità dell'eclittica dedotta dalle osservazioni solstiziali, in Effemeridi astronomiche di Milano per l'anno 1830, 1829,  pp. 9-56.
- Nota aggiunta agli elementi della trigonometria sferoidica, in Memorie dell'I.R. Istituto del Regno Lombardo-Veneto, 1833,  pp. 325-331.. Postumo.
- Agnese Mandrino, Guido Tagliaferri e Pasquale Tucci (a cura di), Un viaggio in Europa nel 1786. Diario di Barnaba Oriani astronomo milanese, Firenze, Olschki, 1994, ISBN 88-222-4170-3. Postumo.

## Onorificenze

### Riconoscimenti accademici
- Socio estero della Royal Society (16 aprile 1795).[31]
- Membro dell'Istituto di scienze, lettere ed arti dal 1802 per nomina di Napoleone Bonaparte.[32]
- Socio estero dell'Accademia delle scienze di Gottinga (1802).[33]
- Socio corrispondente dell'Institut de France (2 luglio 1804).[34]
- Socio corrispondente dell'Accademia bavarese delle scienze (1808).[35]
- Membro del Senato consulente (10 ottobre 1809).[36]
- Socio corrispondente dell'Accademia Reale Prussiana delle Scienze (1812).[37]

### Lapidi e monumenti

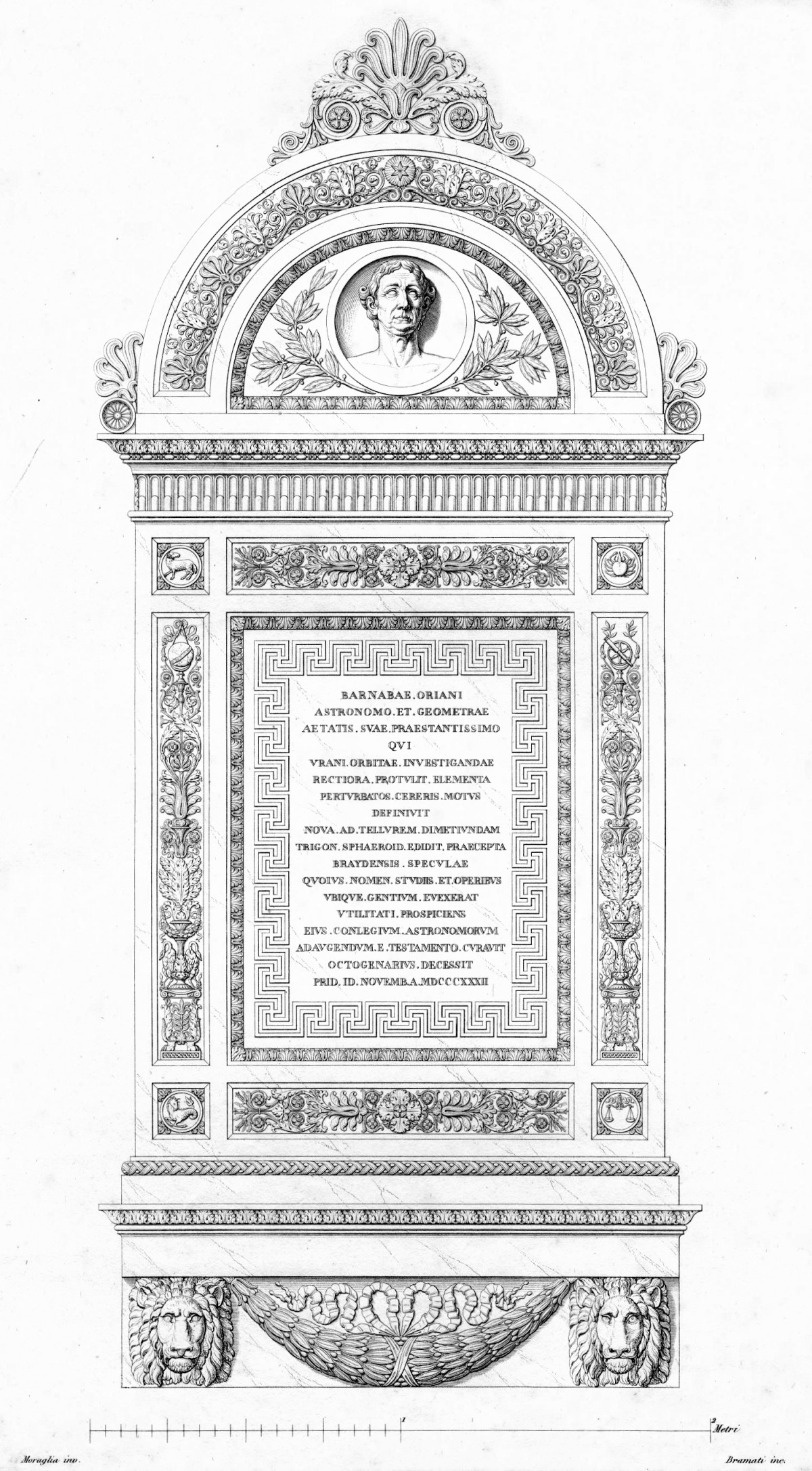
Monumento a Barnaba Oriani a Brera

- Nel 1835 fu eretto nella Certosa di Garegnano un cippo che recitava «al sacerdote barnaba oriani / sommo / fra i matematici e gli astronomi / dell'età sua / da umile fortuna / ad onori altissimi / coll'ingegno e colle opere, pervenuto / non mai dallo spirito ecclesiastico / declinando / sobrio serbossi integerrimo modesto / nato in questa parrocchia / la sorte alleviò dei vecchi indigenti / e delle povere fanciulle / alcuni compadroni di garignano e di boldinasco / perchè gli abitanti memori riconoscenti / preghino / all'uomo benemerito e grande / la gloria eterna / questa lapide posero / morì ottuag. il xii novemb. mdcccxxxii».[38][39]
- Nel 1833 fu avviata una sottoscrizione per un monumento da porre nel palazzo di Brera su iniziativa di Febo d'Adda, di Luigi Cagnola e di Francesco Carlini.[40] Nel luglio 1836 sulla parete della seconda rampa destra dello scalone del palazzo fu posto un busto di Oriani con l'iscrizione «barnabae oriani / astronomo et geometrae / aetatis svae praestantissimo / qvi / vrani orbitae investigandae / rectiora protvlit elementa / pertvrbatos cereris motvs / definivit / nova ad tellvrem dimetivndam / trigon. spheroid. edidit praecepta / braydensis specvlae / qvoivs nomen stvdiis et operibvs / vbiqve gentivm erexerat / vtilitati prospiciens / eivs conlegivm astronomorum / adavgendvm / e testamento cvravit / octogenarivs decessit / prid. id. novemb. a. mdcccxxxii».[41][42]
- Una targa fu posta anche sul muro esterno dello stesso palazzo di Brera: «in questo palazzo / barnaba oriani / astronomo / abitò e morì il xii novembre mdcccxxxii.[43][44]
- Una piccola lapide bianca fu posta sul muro esterno della casa nº 14 dell'allora villaggio di Garegnano; l'iscrizione (con data errata) recitava: «in questa casa / da famiglia contadina / nel giorno 19 luglio 1752 / nacqve l'insigne astronomo / barnaba oriani».[45]
- Il nome di Oriani fu inserito in targhe dei benefattori dell'orfanotrofio maschile e dalla congregazione di carità.[46]
- Nel Seminario arcivescovile di Milano fu posto un medaglione con il suo ritratto in marmo in bassorilievo accompagnato dall'iscrizione latina «sacerdotis barnabae oriani / qvi / astronomorvm aetatis svae / in italia princeps / vitam honoribvs insignem / pietate insigniorem / emensvs / hocce seminarivm / orphanotrophio civico / et ambrosianae bibliothecae / cohaeredem ex asse dixit / ob an mdcccxxxii».[47]
- Nella Biblioteca Ambrosiana è presente un busto di Oriani, opera di Gaetano Matteo Monti; porta l'iscrizione «barnabae oriani / ambr. bibliotheca / heres ex triente».[48][49]
- Un suo ritratto in marmo fu realizzato anche per il cimitero monumentale di Milano.[50]
- Nel 1932, in occasione del centenario dalla morte, il monumento funebre fu trasferito dal cimitero della Mojazza alla Certosa di Garegnano; l'iscrizione è la seguente: «cineribvs et memoriae / barnabae oriani sacerdotis / mathematici et astronomi in italia principis / qvi vrani orbitam primvs designavit / planetvm nvperrime detectorvm / pertvrbationes definivit / trigonometriae sphaeroid. nova tradidit praecepta / amplissimis honoribvs exornatvs / et tantvm inter doctrinae famam / modestia singvlarì vita innocenti / moribvs religiosissimis / decessit octogen. prid. idvs nov. mdcccxxxii / cvratores / seminarii archiepiscopale / bibliothecae ambros. et orphanotrophii civici / heredvm e testamento / p. p.».[51][52]
- In una lapide commemorativa del 1970 il nome di Oriani è erroneamente indicato tra i sepolti nell'antico cimitero di Porta Vercellina.[53]

### Stemma
| Stemma | Descrizione                    | Blasonatura |
| \| \|  | Barnaba Oriani Conte del Regno | Inquartato: al primo franco, di verde alla serpe d'argento attortigliata ad uno specchio d'oro: al secondo, d'argento con una mezza zona d'azzurro bordata d'argento posto in banda, e sparsa di stelle con una cometa crinata nel mezzo: al terzo, di rosso col quadrante astronomico d'oro: al quarto, di verde con due sbarre d'argento |
|        |                                | |

## Citazioni
- Vincenzo Monti gli dedicò uno dei tomi della Proposta per correzioni e aggiunte al Vocabolario della Crusca.[54]
- Nel 1865 gli fu intitolata una via di Milano, precedente contrada e piazza di San Giovanni alle Quattro Facce.[55]
- L'asteroide 4540 Oriani porta il suo nome.